# Лінда Томас-Грінфілд
Лінда Томас-Грінфілд (англ. Linda Thomas-Greenfield; нар. 22 листопада 1952) — американська дипломатка, посол США в ООН, членкиня Ради національної безпеки та уряду США. Працювала помічником державного секретаря у справах Африки в Бюро африканських справ Державного департаменту з 2013 по 2017 рік, а також була старшим радником Albright Stonebridge Group у Вашингтоні.

## Раннє життя та освіта
Томас-Грінфілд народилася в Бейкері (штат Луїзіана), 1974 року закінчила Університет штату Луїзіана. 1975 року вона здобула ступінь магістра державного управління в Університеті Вісконсину у Медісоні.

## Кар'єра
Томас-Грінфілд викладала політичні науки в Університеті Бакнелла. На дипломатичній службі з 1982 року.
Працювала заступником помічника секретаря Бюро з питань населення, біженців та міграції (2004—2006), послом США в Ліберії (2008—2012), генеральною директоркою зовнішньої служби та директоркою з управління персоналом (2012—2013). Зараз займає посаду посла США в ООН (з 2021 року).